# María Teresa de Lara Carbó
María Teresa de Lara Carbó (Gerona, 13 de diciembre de 1942) es una política española, diputada por Madrid en el Congreso. durante la VI, VII, VIII, IX, X, XI y XII legislaturas.

## Biografía
Licenciada en Química, posee estudios en Estadística Superior en la rama de Investigación Operativa, y es diplomada en Economía. Militante del Partido Popular, entre 1987 y 1995 fue diputada en la Asamblea de Madrid durante la II, III y IV legislaturas, donde fue portavoz de Medio Ambiente, y durante la V legislatura, entre 1995 y 1996, fue senadora.
En marzo de 1996 fue elegida diputada por la circunscripción de Madrid en el Congreso de los Diputados, y reelegida en cada una de las elecciones desde entonces. Como Decana de la Asamblea, preside la antigua Oficina del Congreso y es responsable de dirigir las sesiones constitutivas de las XI y XII legislaturas. 
Ha sido portavoz de la Comisión de Medio Ambiente en la VIII legislatura, portavoz de la Comisión de Cambio Climático en la IX legislatura, portavoz de Medio Ambiente del Grupo Parlamentario Popular en la X legislatura, portavoz de la Comisión de Agricultura, Alimentación y Medio Ambiente y presidenta de la Comisión de Medio Ambiente y Cambio Climático del PP. Además ha sido miembro de la Junta Directiva Nacional del Partido Popular.